# Баранцево (Чеховский район)
Баранцево — деревня в Чеховском районе Московской области, в составе муниципального образования сельское поселение Баранцевское (до 29 ноября 2006 года входила в состав Баранцевского сельского округа), деревня связана автобусным сообщением с райцентром и соседними населёнными пунктами.

## Население
| 2002 | 2006 | 2010 |
| ---- | ---- | ---- |
| 15   | ↗19  | ↗43  |

## География
Баранцево расположено примерно в 15 км на юго-восток от Чехова, на левом берегу реки Лопасня, высота центра деревни над уровнем моря — 141 м. На 2016 год в Баранцево зарегистрировано 2 садовых товарищества.

Река Лопасня рядом с деревней Баранцево
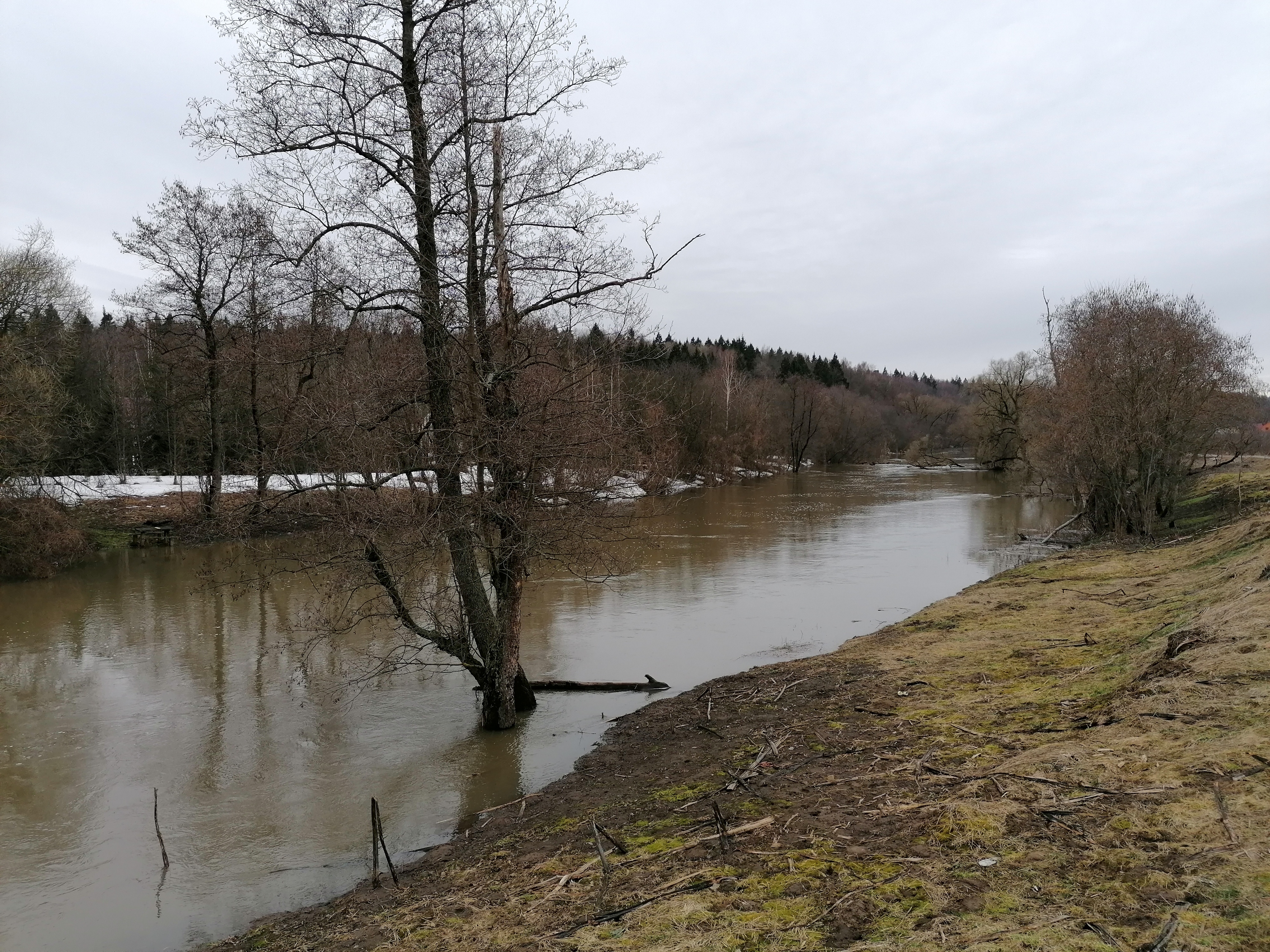
Река Лопасня рядом с деревней ранней весной
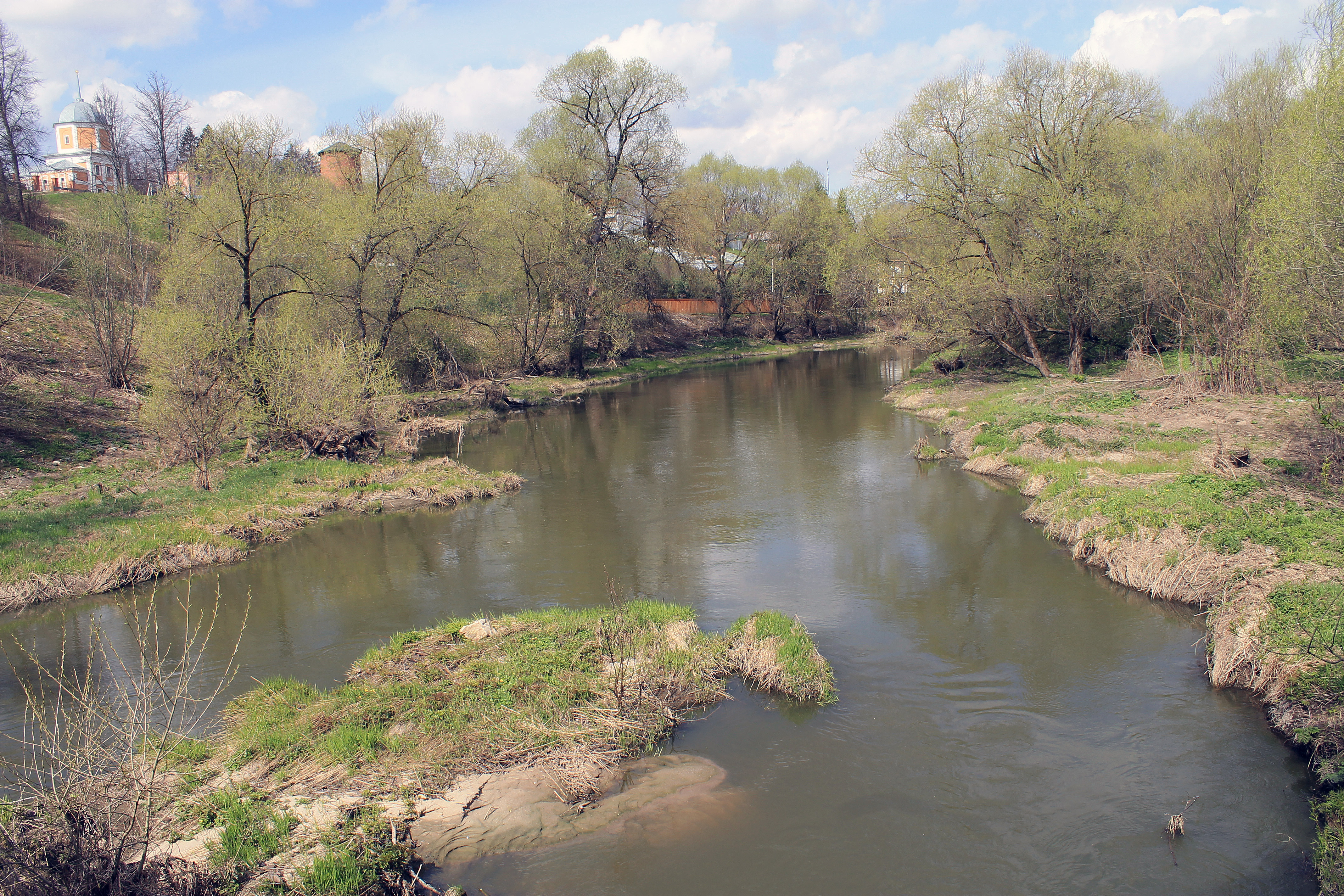
Река Лопасня на границе монастыря Вознесенская Давидова пустынь и деревни Баранцево
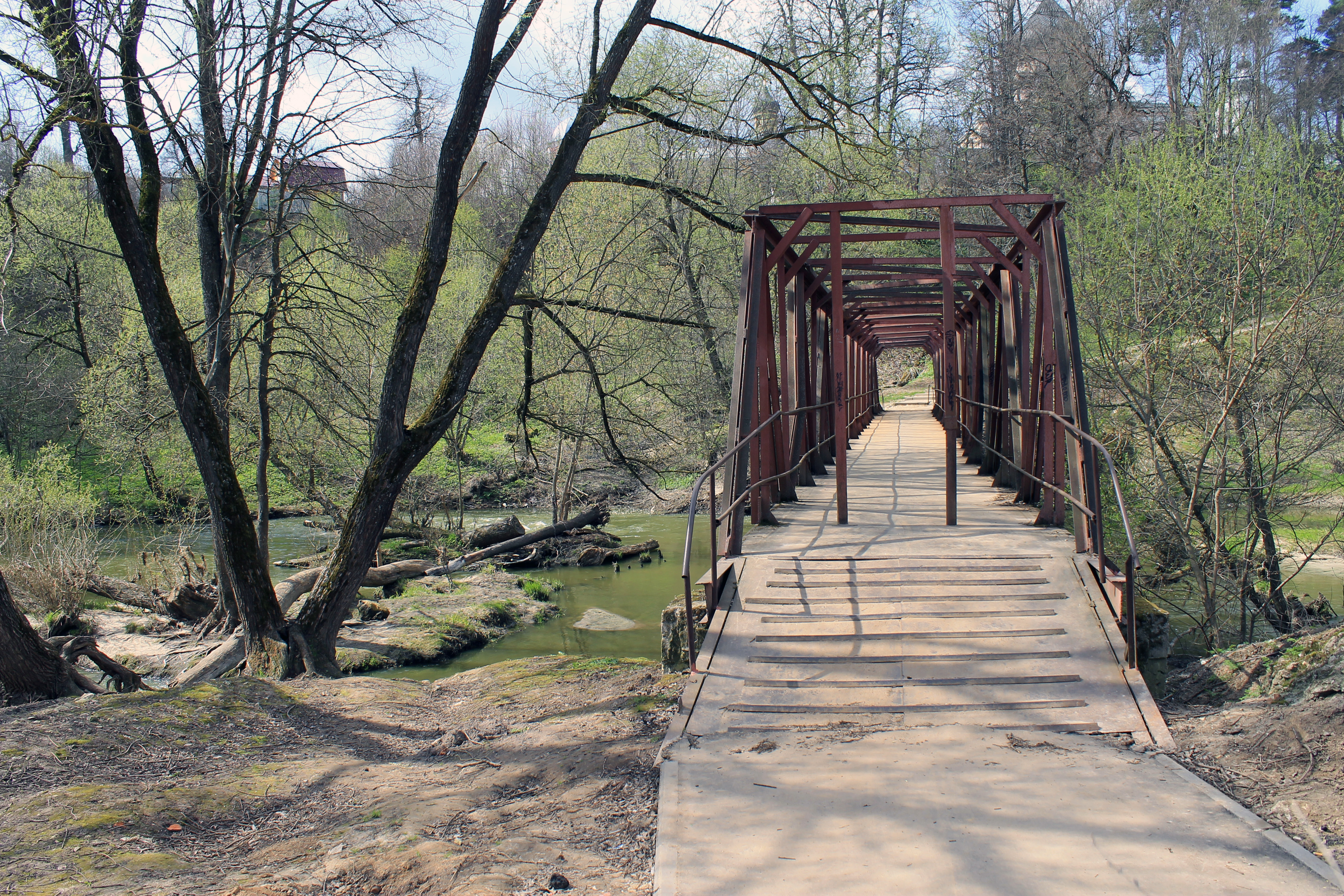
Пешеходный мост через реку Лопасня на дороге из деревни к монастырю

Традиционные русские деревянные дома в деревне Баранцево
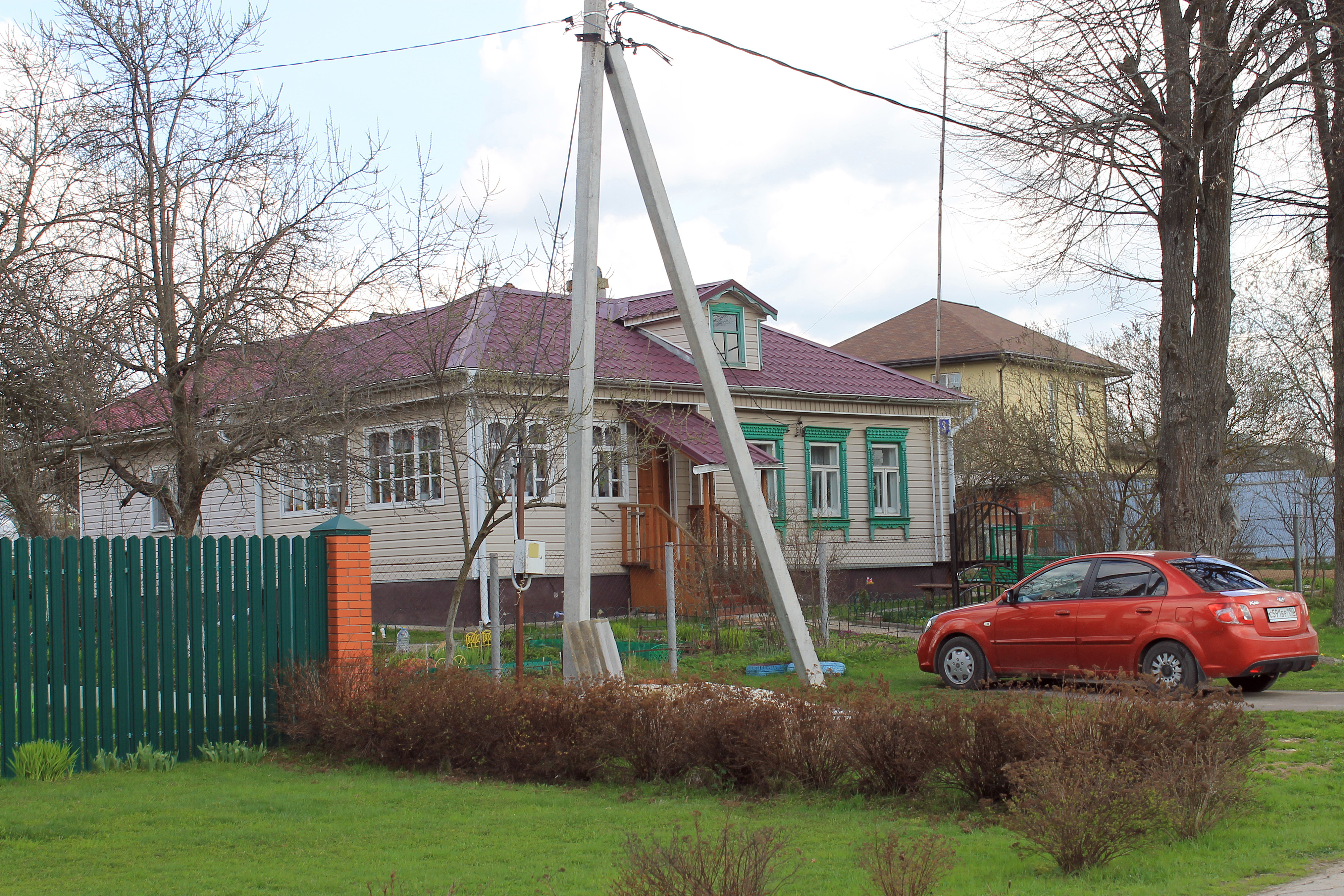
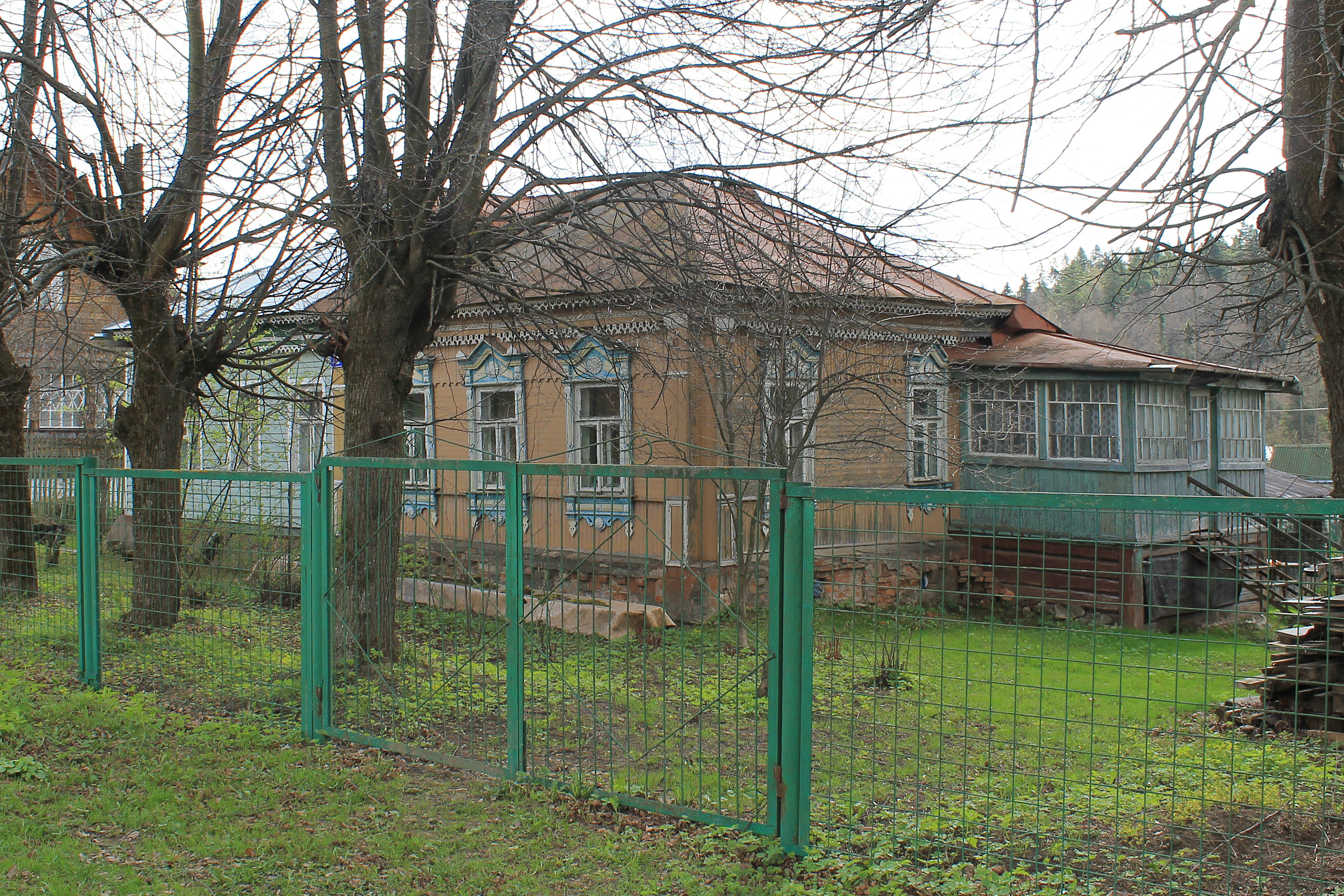
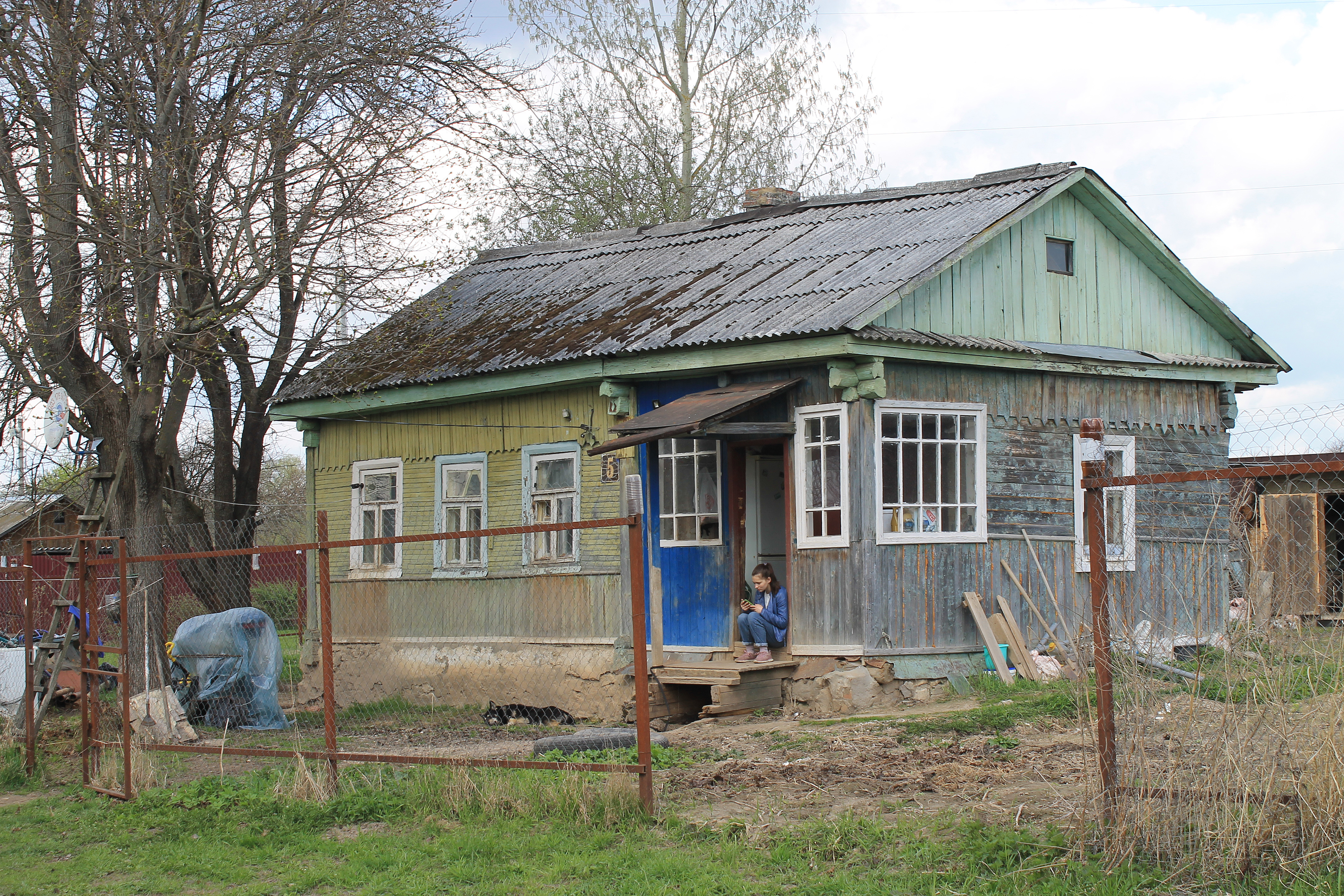
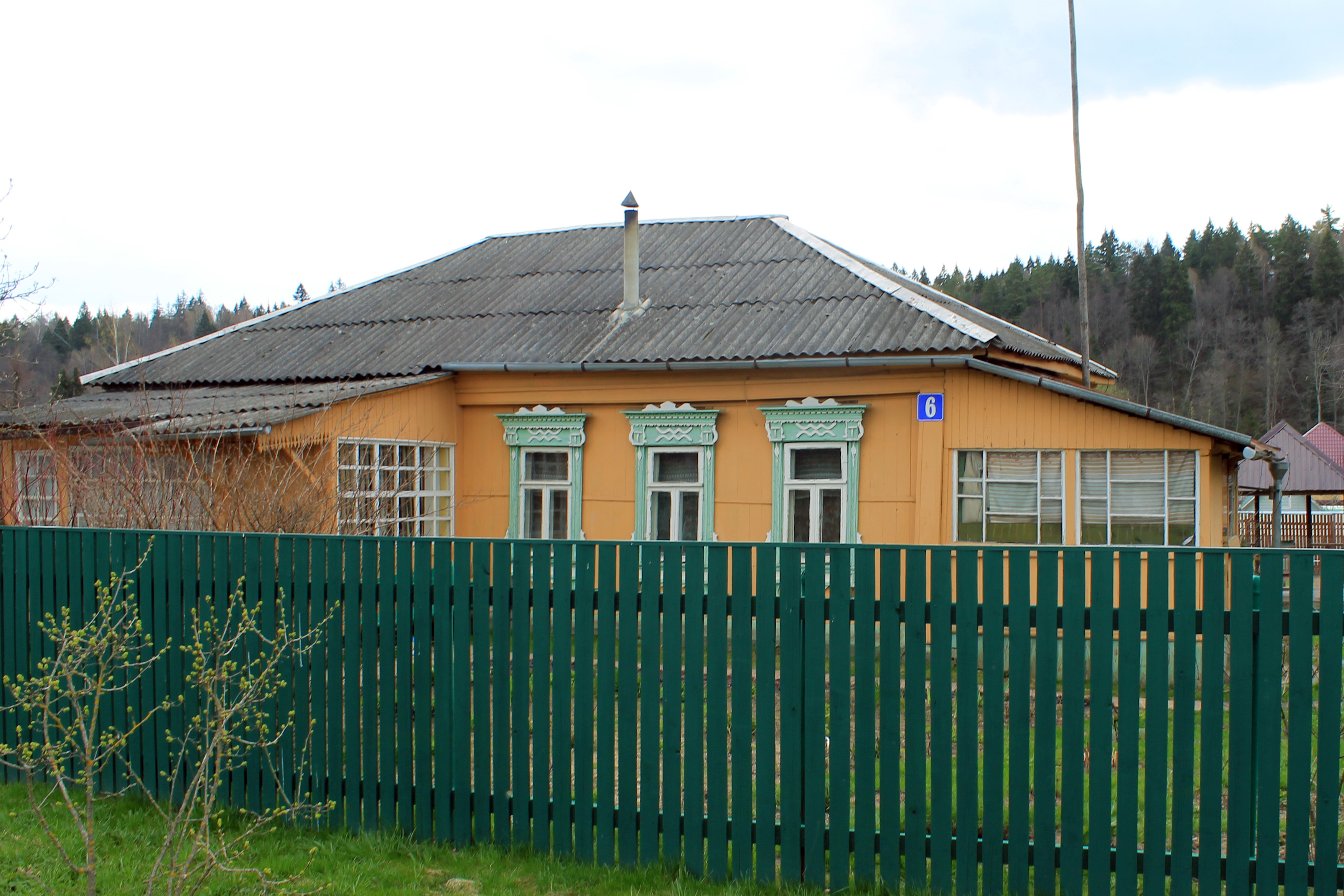
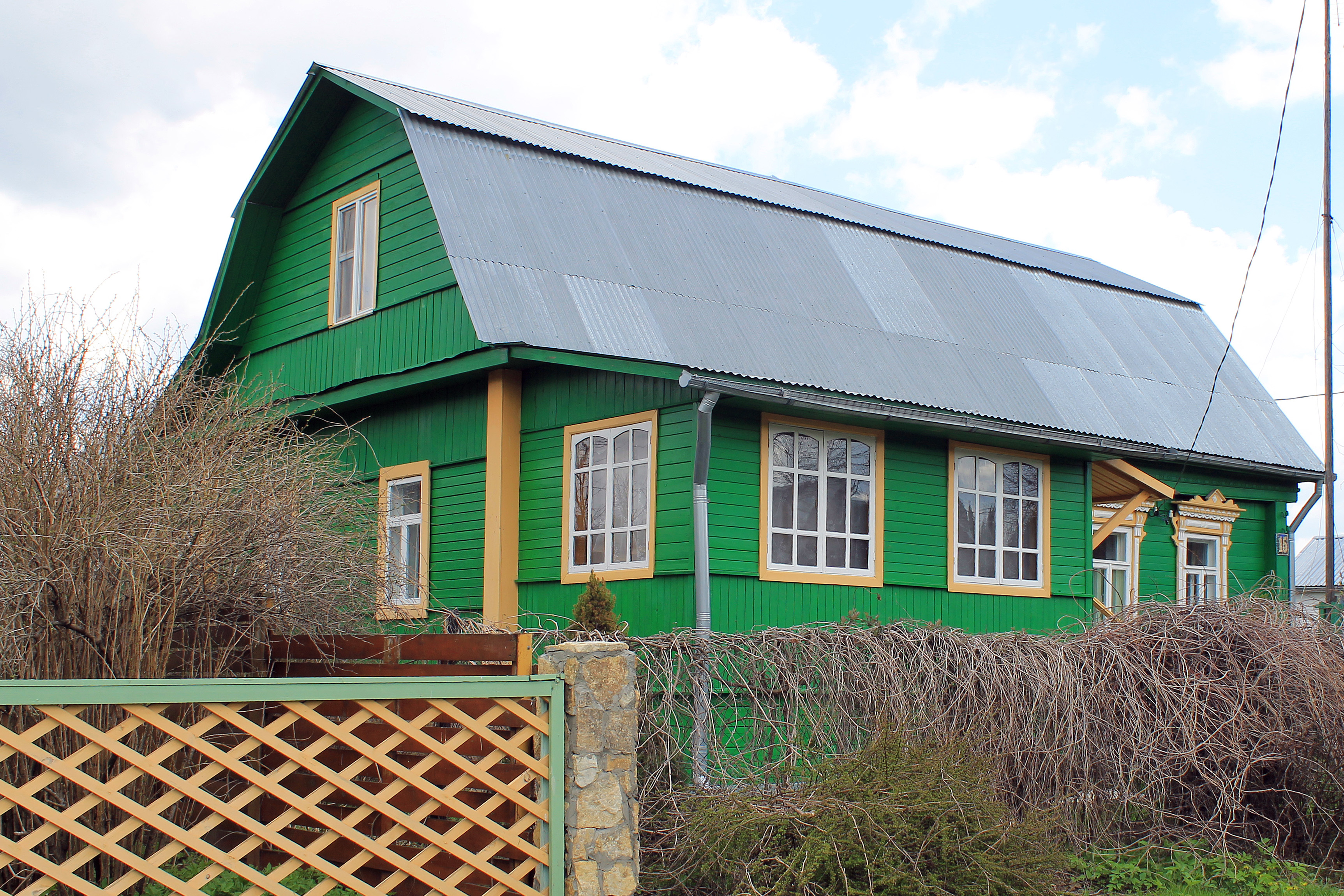
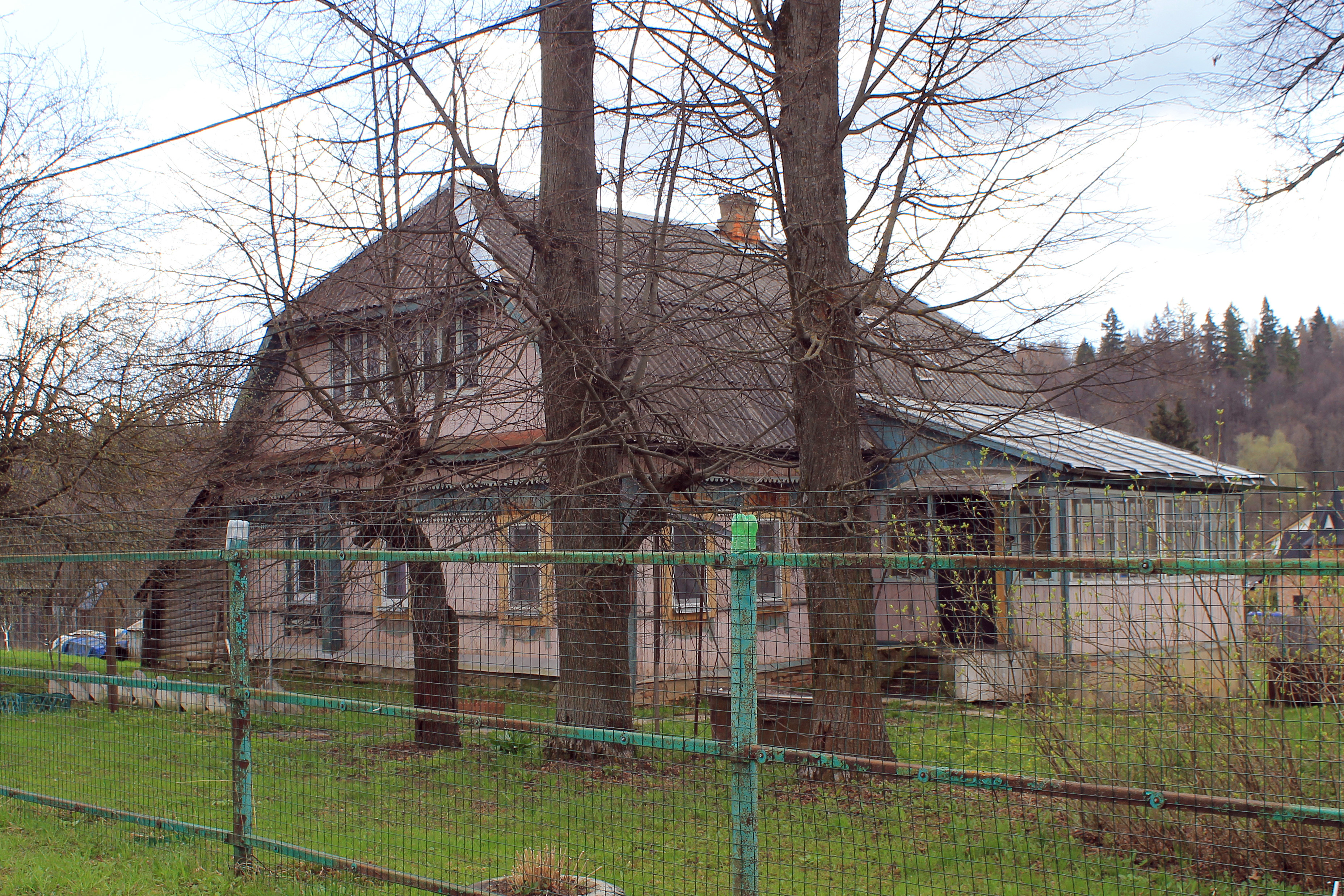
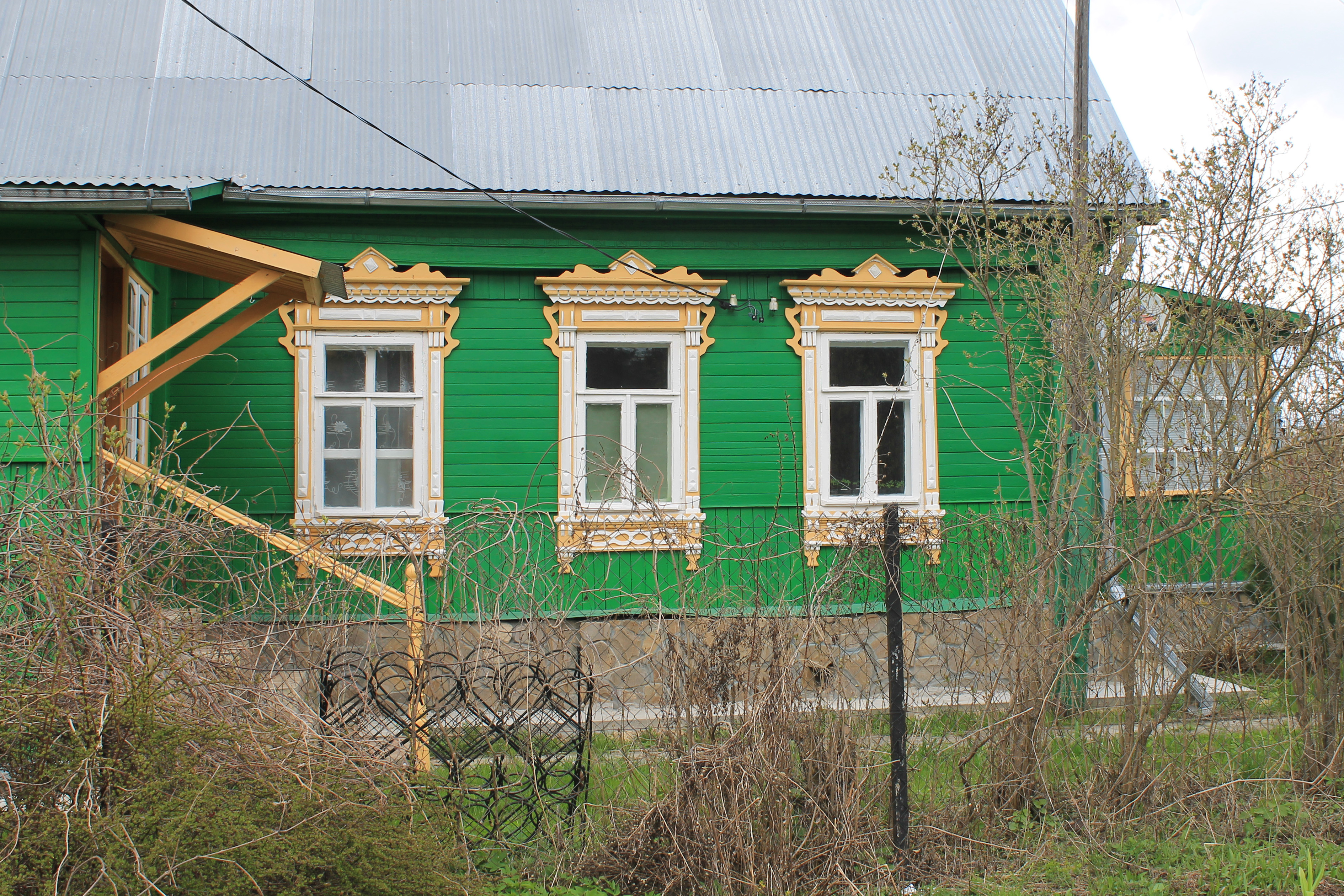
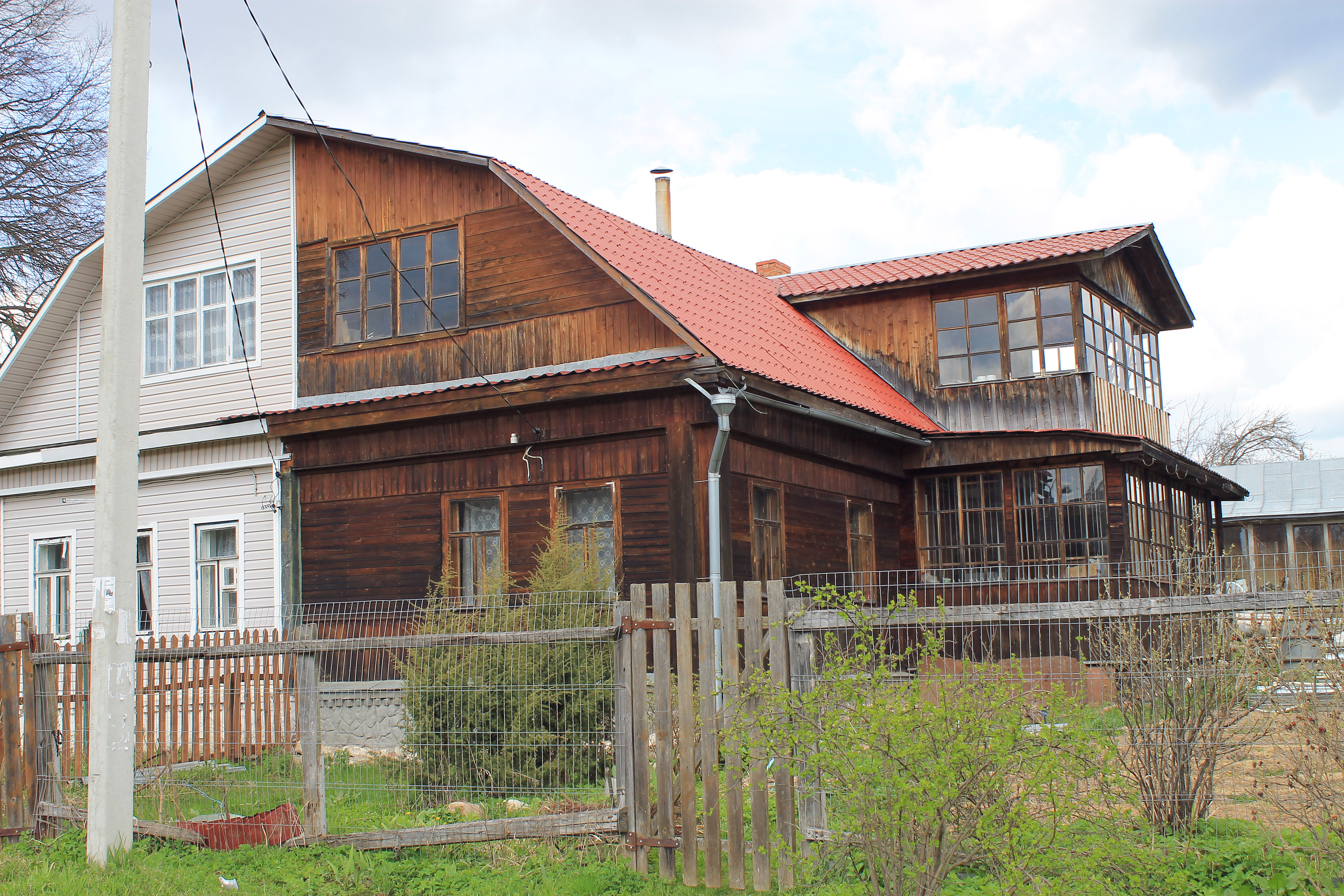
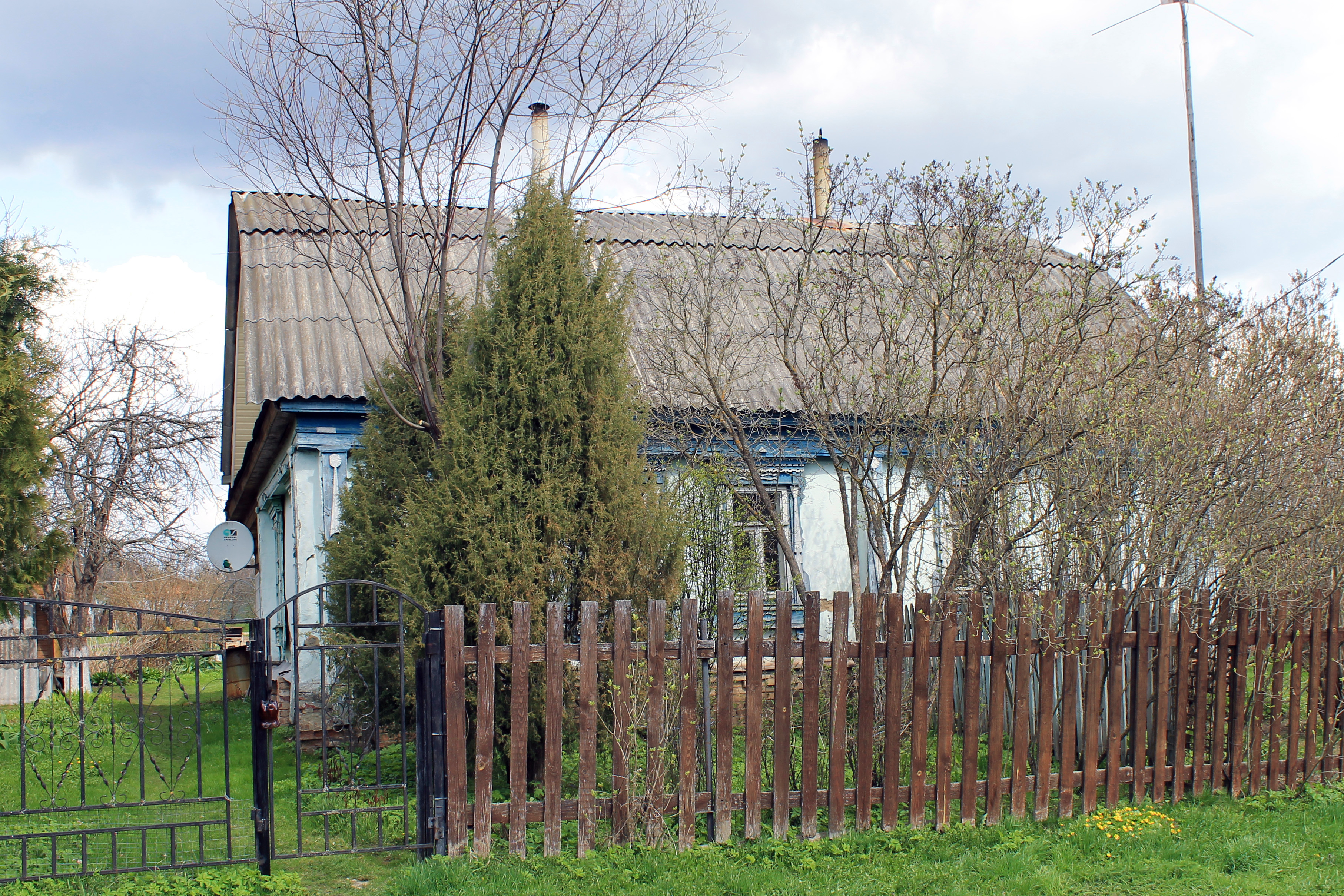
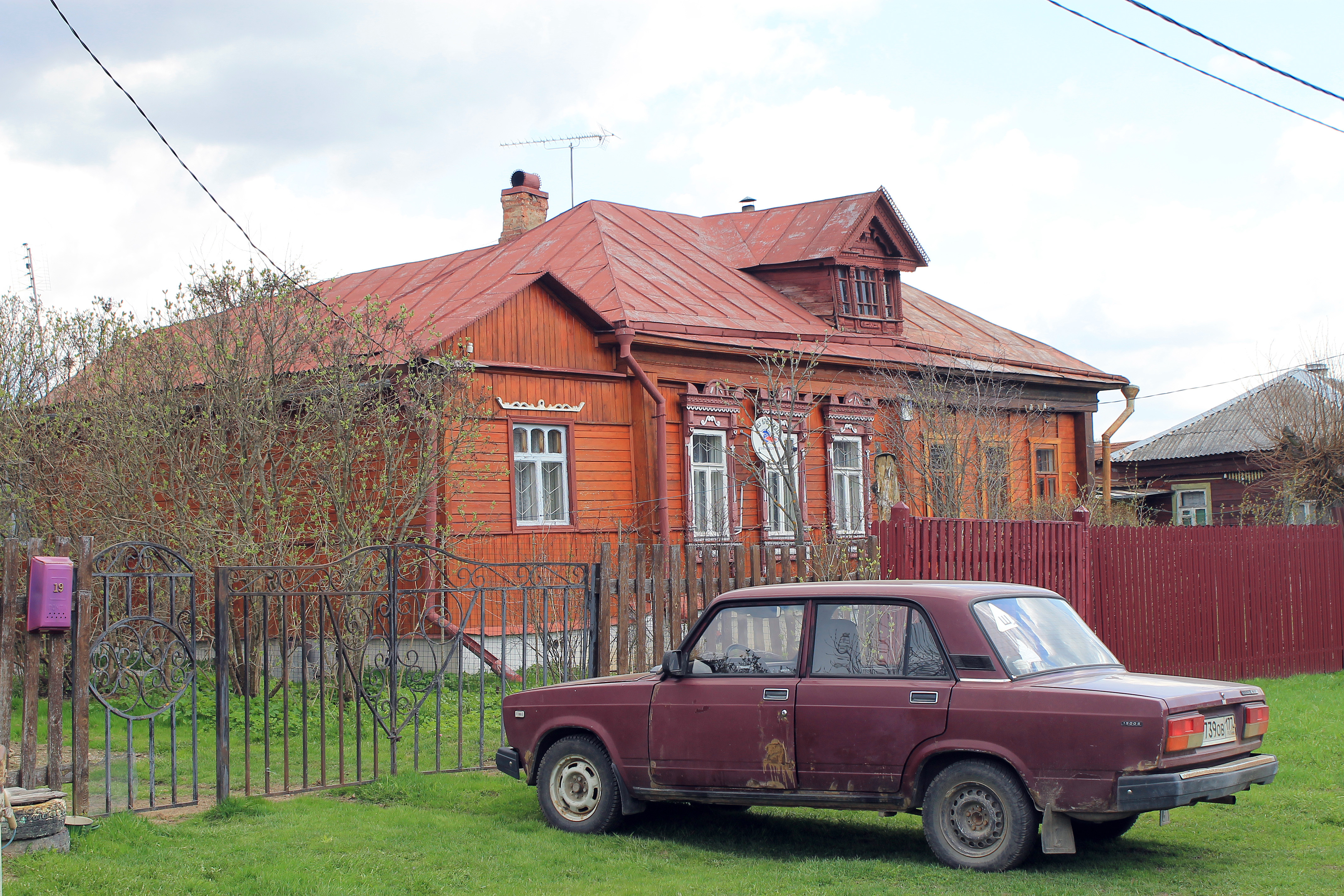
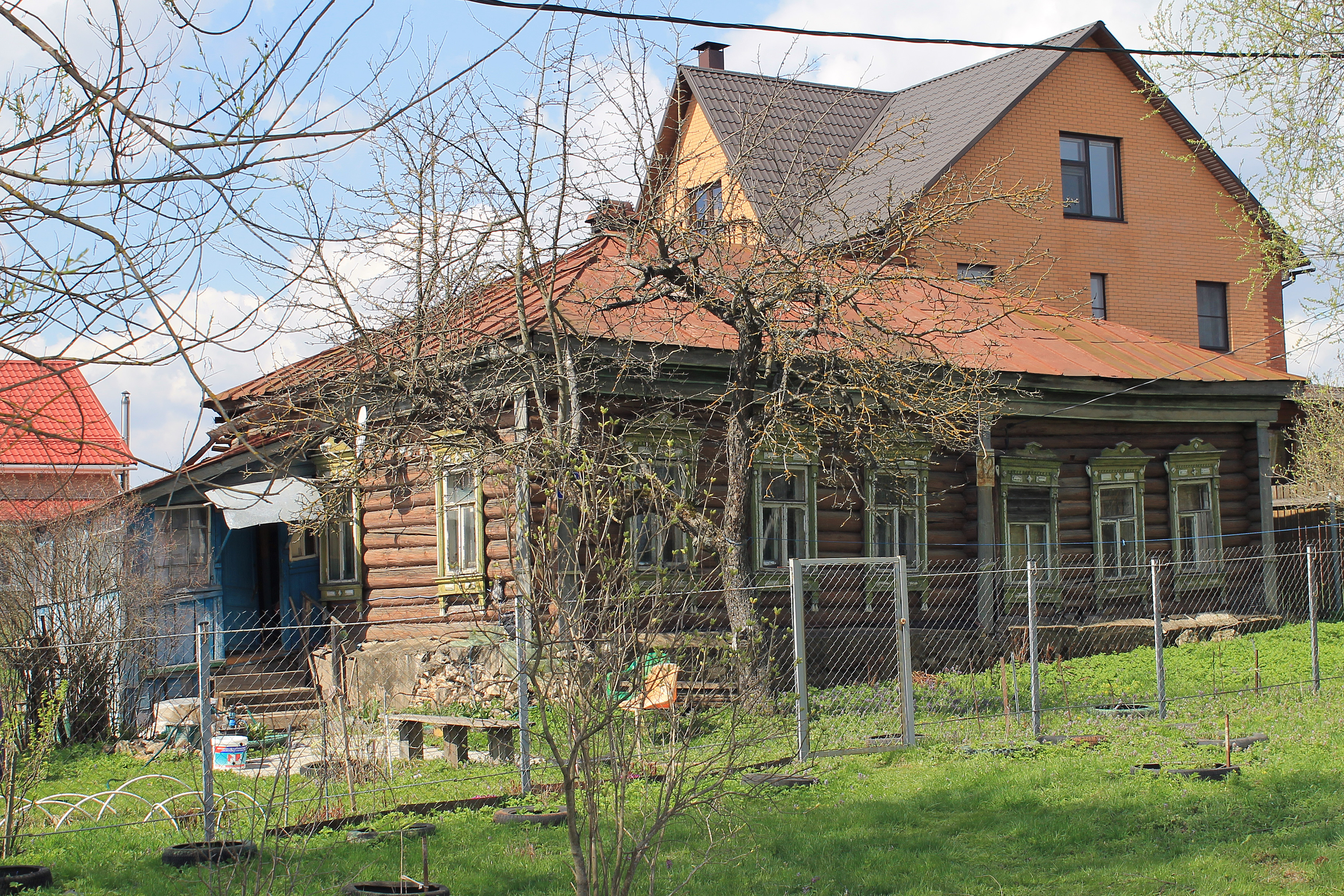
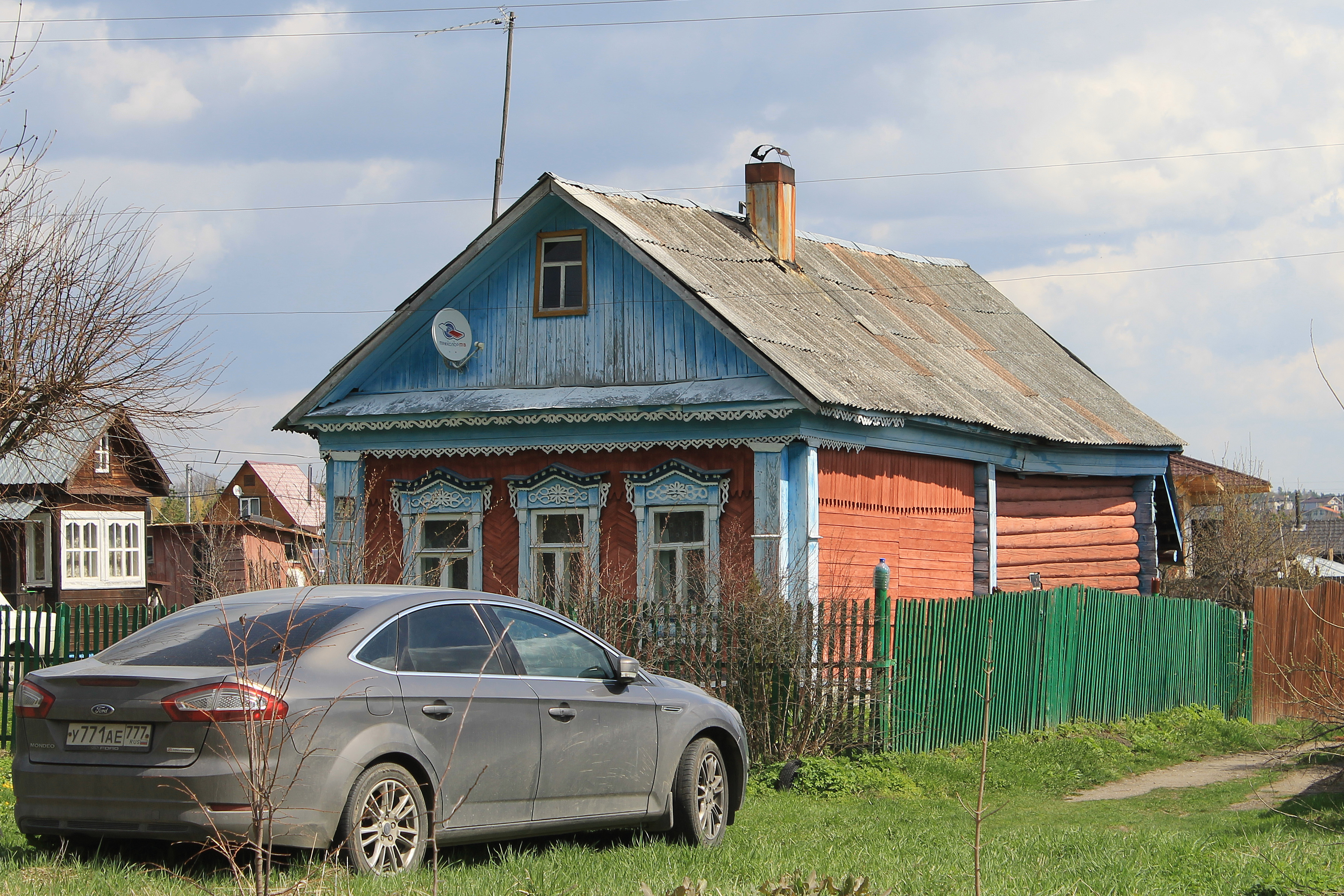
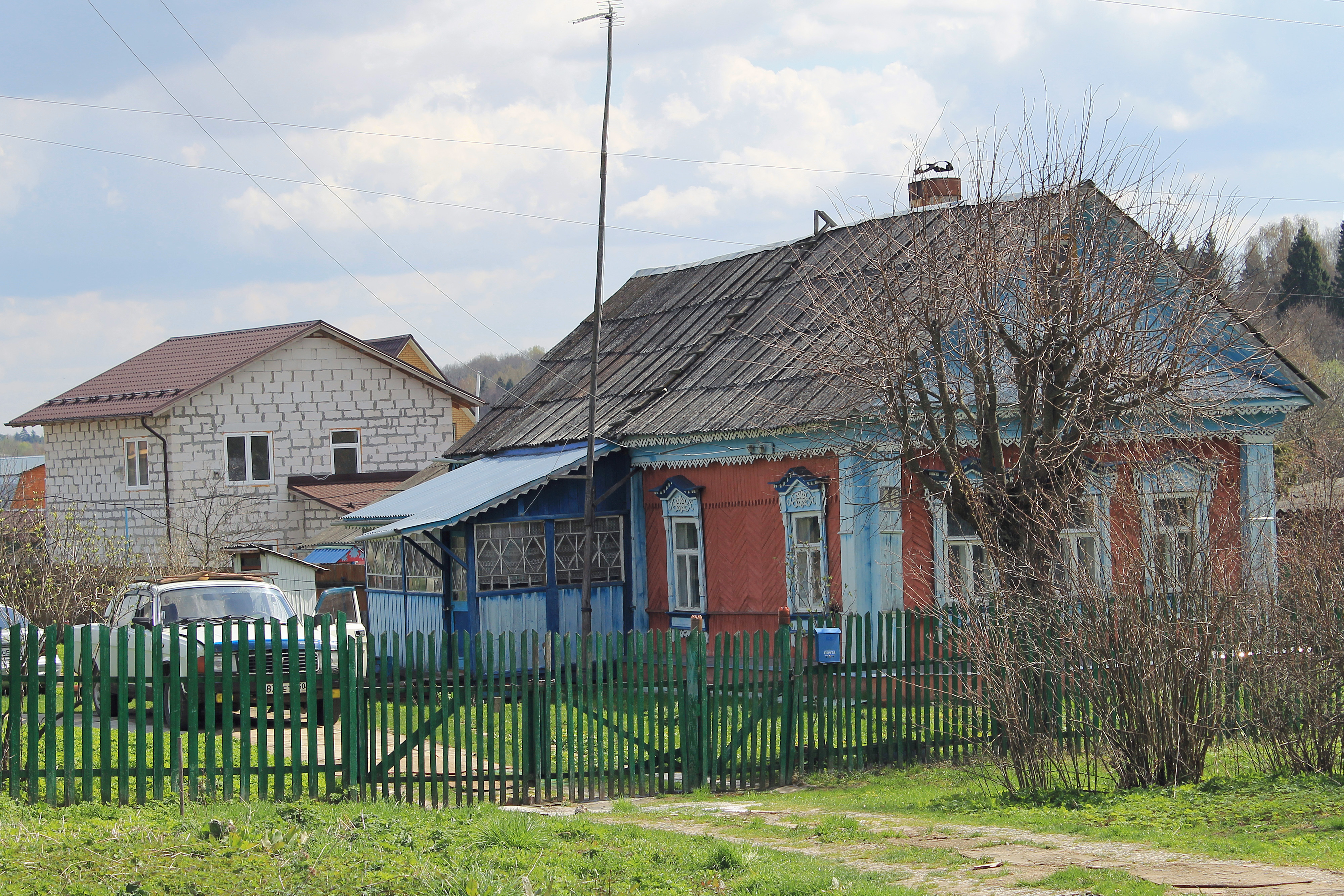